# Azeye
Azeye este o comună rurală din departamentul Abalak, regiunea Tahoua, Niger, cu o populație de 24.129 de locuitori (2001).